# José Manuel Núñez Amaral
José Manuel Núñez Amaral (* 30. Mai 1889 in Mascota, Jalisco; † 9. Februar 1977 in Sonora) war ein mexikanischer Militär im Rang eines Generals, der während der Präsidentschaft von Lázaro Cárdenas Oberbefehlshaber der Polizei von Mexiko-Stadt und als solcher dem Präsidenten unmittelbar unterstellt war. 1935 übernahm er die Präsidentschaft des vom Konkurs bedrohten Hauptstadtvereins Club Atlante, den er völlig neu strukturierte und somit die Basis für zwei in den 1940er-Jahren gewonnene Fußballmeisterschaften des damals sehr populären „Volksvereins“ schuf. Durch seine mächtige Stellung gelang es ihm, Spieler mit hohen Gehältern und weiteren Vergünstigungen anzulocken, von denen die meisten auf der Gehaltsliste der Polizei von Mexiko-Stadt standen. Zu seinen großen „Schachzügen“ gehörte auch die Verpflichtung von Horacio Casarín, eines der größten Fußballtalente in der Geschichte des mexikanischen Fußballs, den er 1942 vom Erzrivalen Necaxa zu seinem Verein lockte und dabei auch den anderen Rivalen Club América ausstach, weil Núñez Casarín neben einem hohen Gehalt auch noch einen Posten bei der Banco de México anbieten konnte.
Núñez lenkte die Geschicke des Club Atlante von 1935 bis 1966. Er starb im Februar 1977 an den Folgen einer Lungenentzündung während der Saison 1976/77, die sein langjähriger Verein Atlante nach seinem Abstieg zum Ende der Saison 1975/76 aus der höchsten Spielklasse erstmals in der zweiten Liga verbringen musste.